# Миезитис, Александрс
А́лександрс Ми́езитис (Александр Петрович Мезит) (латыш. Aleksandrs Miezītis; в ряде источников — Миезитс (латыш. Miezīts); род. 30 ноября 1889 года (по другим данным — в 1890 году) в Риге, Российская империя — ум. 1946), известен также как Александрс Меесич — российский, впоследствии латвийский борец греко-римского стиля.

## Биография, карьера
В 1912 году принимал участие в летних Олимпийских играх в Стокгольме, где выступал от Российской империи в качестве борца в категории до 60 кг (полулёгкий вес). Призового места не занял. Выбыл во втором раунде соревнований проиграв обе схватки..
После Олимпийских игр 1912 года переехал в Москву, где вступил в «Замоскорецкий клуб спорта» (ЗКС). В 1913 году стал членом правления «ЗКС». В том же году занял третье место в лёгкой весовой категории на Первой российской олимпиаде. В 1914 году стал бронзовым призёром чемпионата России по борьбе в весовой категории до 60 кг. Являлся также победителем первенства Москвы (1915). В 1918 году в качестве председателя Московской тяжелоатлетической лиги (М.Т.А.Л) организовал чемпионат Советской России по тяжёлой атлетике, борьбе и боксу. На этих соревнованиях стал чемпионом по борьбе в легчайшей весовой категории, а также победил в турнире боксёров в легком весе. С 1919 по 1921 год преподавал французскую борьбу и тяжёлую атлетику на Московских окружных курсах Главного управления Всевобуча.
В 1921 году вернулся в Латвию. В межвоенный период выступал за «1-й Рижский атлетический клуб», работал в нём тренером. Работал инструктором по физкультуре в полиции (1926). Был членом правления латвийского Совета по тяжёлой атлетике. Вёл утреннюю зарядку на рижском радио. В 1935 году основал в Риге клуб джиу-джитсу, работал в Ассоциации латвийских спортивных организаций тренером олимпийской сборной по тяжелой атлетике.
Во время Второй мировой войны — заведующий классами физкультуры и рукопашного боя в школе инструкторов и командиров взводов Латышского легиона СС в Болдерае. В конце войны покинул Латвию с отступающими немецкими войсками и попал в плен в Кёнигсберге (Восточная Пруссия). Умер в Норильлаге в Красноярском крае предположительно в 1946 году.